# Dysdera erythrina
Espèce
Synonymes
- Aranea erythrina Walckenaer, 1802
- Dysdera pumila Thorell, 1873
- Dysdera cambridgii Thorell, 1873

Dysdera erythrina, La Dysdère erythrine est une espèce d'araignées aranéomorphes de la famille des Dysderidae.

## Distribution
Cette espèce se rencontre en Europeet en Belgique.

## Description

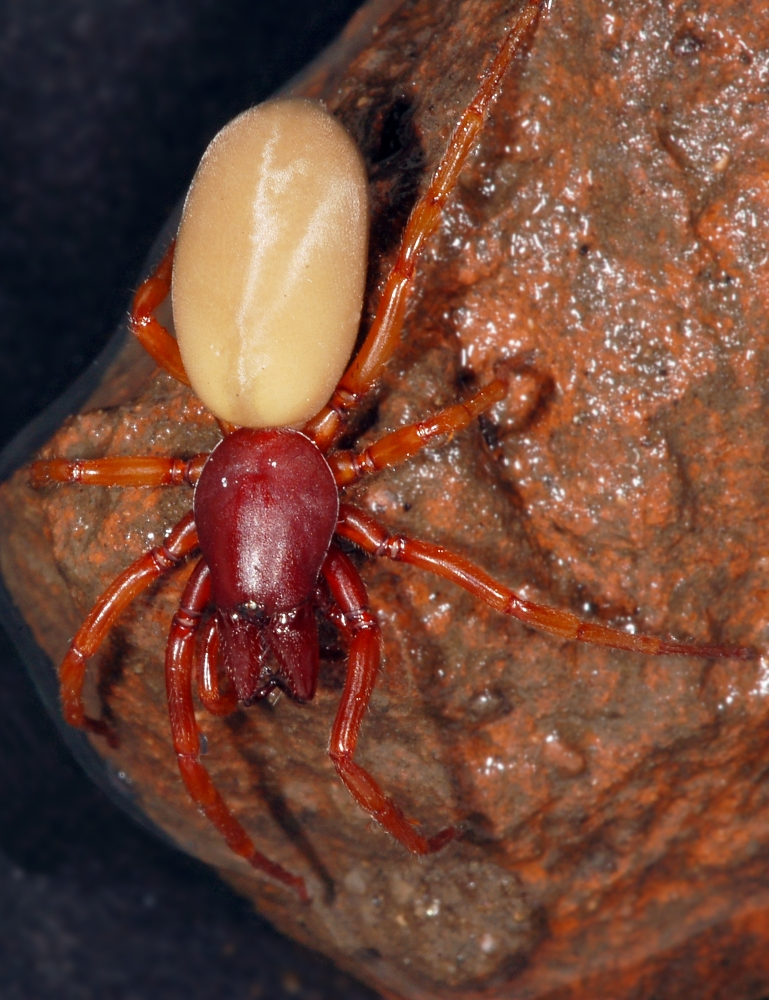
Dysdera erythrina

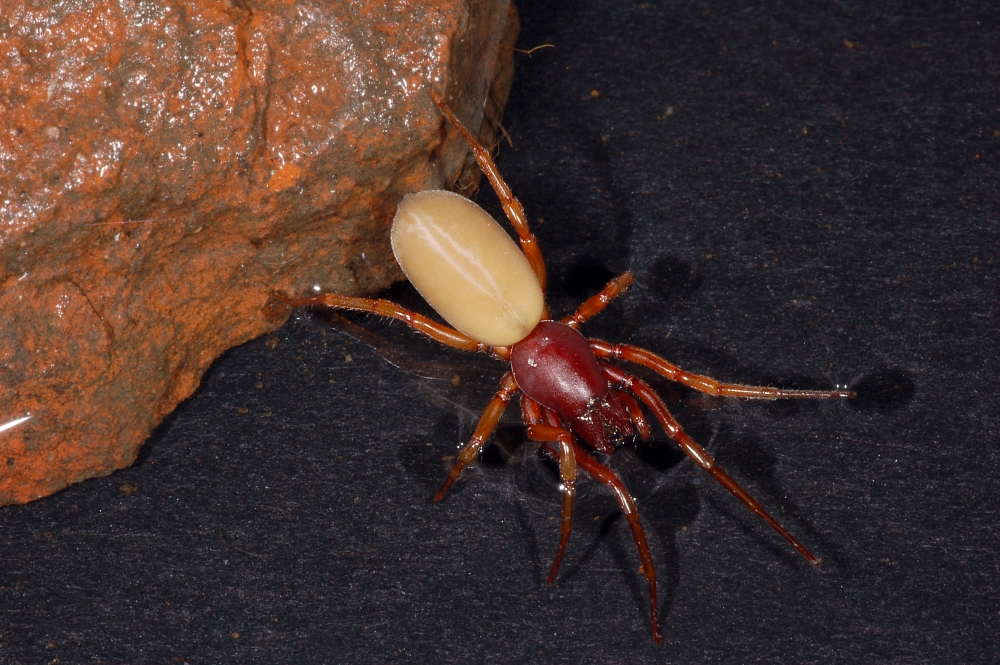
Dysdera erythrina

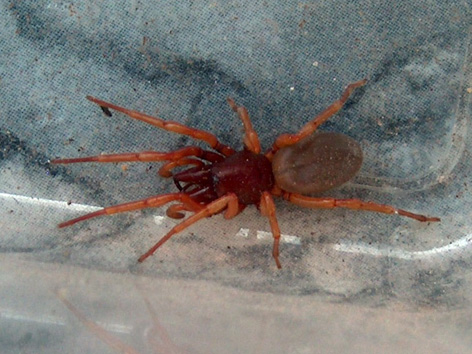
Dysdera erythrina

Les mâles mesurent de 6 à 8 mm et les femelles de 9 à 14 mm.

## Systématique et taxinomie
Cette espèce a été décrite sous le protonyme Aranea erythrina par Charles Athanase Walckenaer en 1802.
Les espèces Dysdera corallina, Dysdera fervida, Dysdera lantosquensis et Dysdera provincialis ont été relevées de leurs synonymies avec Dysdera erythrina par Řezáč, Arnedo, Opatova, Musilová, Řezáčová et Král en 2018.

## Publication originale
- Walckenaer, 1802 : Faune parisienne. Insectes. ou Histoire abrégée des insectes des environs de Paris. Paris, vol. 2, p. 187-250.